# Mylodon
Mylodon är ett fossilt jättetrögdjurssläkte. Mylodon skiljer sig från Megatherium därigenom att det är mindre, att kindtänderna har elliptisk-trekantig form, att den bakersta i underkäken är större än de föregående, att nosen är bred och trubbig och mellankäken förkrympt. Mylodon har på framfötterna fem tår, av vilka de tre inre har stora klor; bakfötterna har fyra tår. Bland mylodonarterna är M. robustus, som blev över 3.3 meter lång, från Pampasleran, den mest kända.